# Rafael Sabatini
Rafael Sabatini (29 de abril de 1875-13 de febrero de 1950) fue un escritor inglés de origen italiano conocido por sus novelas de romance y de aventuras, entre las cuales destacan El halcón del mar (1915), Scaramouche (1921) y El capitán Blood (1922). Sabatini escribió treinta y una novelas, varios relatos cortos y una obra de teatro. Varias de sus novelas han sido adaptadas al cine.

## Vida
Rafael Sabatini nació en la localidad de Jesi (Italia). Su madre, Anne Trafford, era inglesa y su padre, Vincenzo Sabatini, era italiano. Ambos fueron cantantes de ópera.
Por haber vivido con su abuelo en Inglaterra y estudiado en Portugal y Suiza, Sabatini hablaba hasta seis idiomas. Optó por escribir en inglés, la lengua de su madre, porque consideraba que los mejores cuentos están escritos en inglés.
Tras un breve período en el mundo de los negocios, Sabatini comenzó a trabajar como escritor. Durante la Segunda Guerra Mundial trabajó como traductor para el Servicio de Inteligencia Británico. Escribió varios relatos cortos entre 1890 y 1900 y publicó su primera novela en 1902, aunque tardó casi un cuarto de siglo alcanzar el éxito, que le llegó con su novela Scaramouche (1921), ambientada en la Francia prerrevolucionaria.
Su único hijo habido con su esposa Ruth, Rafael-Angelo (apodado Binkie), falleció en un accidente automovilístico en abril de 1927. Sabatini se divorció cuatro años después y unos meses más tarde se mudó de Londres a Clifford, en el condado de Hereford. 
En 1935 se casó con su excuñada, la escultora Christine Wood Dixon, cuyo hijo Lancelot Dixon se mató volando un aeroplano el día que había recibido las alas de la RAF
En la década siguiente, la enfermedad lo obligó a reducir su ritmo de trabajo.
Falleció en Suiza el 13 de febrero de 1950. Su mujer hizo esculpir un hombre yacente con una pluma en la mano y grabar en su lápida la frase inicial de su obra Scaramouche:

«Nació con el don de la risa y con la intuición de que el mundo estaba loco.»

## Obras más conocidas
- Bardelys el magnífico (Bardelys the magnificent, 1906).
- La vergüenza del bufón (The shame of Motley, 1908).
- El veranillo de San Martín (St. Martin 's summer, 1909).
- Antonio Wilding (Anthony Wilding o Mistress Wilding, 1910).
- El halcón del mar (The Sea Hawk, 1915).
- Scaramouche (1921).
- El capitán Blood (1922).
- Caprichos de fortuna (Fortune's fool, 1923).
- Bellarion (Bellarion the fortunate, 1926).
- El príncipe romántico (The romantic prince, 1929).
- Scaramouche, el hacedor de reyes (Scaramouche the kingmaker, 1931).
- El cisne negro (The black swan, 1932).
- Hidalguía (Chivalry, 1935).
- El rey perdido (1937).

## Adaptaciones al cine
- El capitán Blood (1924), dirigida por David Smith.
- Scaramouche, (1923) dirigida por Rex Ingram.
- Bardelys el magnífico (1926), dirigida por King Vidor.
- El capitán Blood (1935), dirigida por Michael Curtiz y protagonizada por Olivia de Havilland y Errol Flynn.
- El halcón del mar (1940), dirigida por Michael Curtiz  y protagonizada por Errol Flynn.
- El cisne negro (1942), dirigida por Henry King y protagonizada por Maureen O'Hara y Tyrone Power.
- Scaramouche (1952), dirigida por George Sidney y protagonizada por Stewart Granger, Eleanor Parker, Janet Leigh,  Mel Ferrer.